# Esquí alpí als Jocs Olímpics d'hivern de 1998
Als Jocs Olímpics d'Hivern de 1998 celebrats a la ciutat de Nagano (Japó) es disputaren deu proves d'esquí alpí, cinc en categoria masculina i cinc més en categoria femenina.
Les proves es realitzaren entre els dies 10 i 21 de febrer de 1998 a les instal·lacions del Happo'one Resort de Hakuba (proves de velocitat: descens i super gegant) i del Shiga Kogen Resort de Yamanouchi (proves tècniques: eslàlom gegant, eslàlom i combinada). Hi participaren un total de 249 esquiadors, entre ells 141 homes i 108 dones, de 49 comitès nacionals diferents.

## Resum de medalles

### Categoria masculina
| Prova                  | Or                 | Argent                | Bronze               |
| Descens Detalls        | Jean-Luc Crétier   | Lasse Kjus            | Hannes Trinkl        |
| Super Gegant Detalls   | Hermann Maier      | Didier Cuche          | No es concedí        |
| Super Gegant Detalls   | Hermann Maier      | Hans Knauss           | No es concedí        |
| Eslàlom gegant Detalls | Hermann Maier      | Stephan Eberharter    | Michael von Grünigen |
| Eslàlom Detalls        | Hans Petter Buraas | Ole Kristian Furuseth | Thomas Sykora        |
| Combinada Detalls      | Mario Reiter       | Lasse Kjus            | Christian Mayer      |

### Categoria femenina
| Prova                  | Or                 | Argent                | Bronze                |
| Descens Detalls        | Katja Seizinger    | Pernilla Wiberg       | Florence Masnada      |
| Super Gegant Detalls   | Picabo Street      | Michaela Dorfmeister  | Alexandra Meissnitzer |
| Eslàlom gegant Detalls | Deborah Compagnoni | Alexandra Meissnitzer | Katja Seizinger       |
| Eslàlom Detalls        | Hilde Gerg         | Deborah Compagnoni    | Zali Steggall         |
| Combinada Detalls      | Katja Seizinger    | Martina Ertl          | Hilde Gerg            |

## Medaller
| Posició | País         | Or | Argent | Bronze | Total |
| 1       | Àustria      | 3  | 4      | 4      | 11    |
| 2       | Alemanya     | 3  | 1      | 2      | 6     |
| 3       | Noruega      | 1  | 3      | 0      | 4     |
| 4       | Itàlia       | 1  | 1      | 0      | 2     |
| 5       | França       | 1  | 0      | 1      | 2     |
| 6       | Estats Units | 1  | 0      | 0      | 1     |
| 7       | Suïssa       | 0  | 1      | 1      | 2     |
| 8       | Suècia       | 0  | 1      | 0      | 1     |
| 9       | Austràlia    | 0  | 0      | 1      | 1     |
|         |              |    |        |        |       |
| Total   | Total        | 10 | 11     | 9      | 30    |